# H'Ssyia
H'Ssyia är en kommun i Marocko.   Den ligger i provinsen Tinghir och regionen Drâa-Tafilalet, 400 km söder om huvudstaden Rabat. Antalet invånare är 11 237.